# Duffy's Tavern
Pour plus de détails, voir Fiche technique et Distribution.
Duffy's Tavern est un film américain en noir et blanc réalisé par Hal Walker, sorti en 1945.
De nombreuses stars du studio Paramount Pictures jouent ici leur propre rôle : William Bendix, Eddie Bracken, Bing Crosby, Brian Donlevy, Paulette Goddard, Betty Hutton, Alan Ladd, Veronica Lake et Dorothy Lamour, Robert Benchley.

## Synopsis
Michael O'Malley est le propriétaire d'un label. Il est en difficulté financière et est aidé par Archie, le propriétaire de la taverne où ses employés vont se détendre. Au même moment, sa fille Peggy entame une relation avec le soldat Danny Murphy.

## Fiche technique
- Titre original : Duffy's Tavern
- Réalisation : Hal Walker
- Production : Daniel Dare
- Société de production : Paramount Pictures
- Scénario : Melvin Frank, Norman Panama et Bob Schiller (en)
- Photographie : Lionel Lindon
- Effets visuels : Collaborateurs divers, dont Devereaux Jennings (non crédité)
- Montage : Arthur P. Schmidt
- Musique :
- Direction musicale : Robert Emmett Dolan et Arthur Franklin
- Chorégraphe : Billy Daniel
- Direction artistique : Hans Dreier et William Flannery
- Costumes : Mary Kay Dodson (costumes de Paulette Goddard) et Edith Head (costumes de Betty Hutton et Dorothy Lamour)
- Producteur : Danny Dare
- Société de production : Paramount Pictures
- Société de distribution : Paramount Pictures
- Pays de production :  États-Unis
- Langue originale : anglais américain
- Format : noir et blanc — 35 mm — 1.37:1 — son : mono (Western Electric Recording)
- Genre : film musical, comédie
- Durée : 97 min
- Date de sortie :
  - États-Unis : 28 septembre 1945

## Distribution
- Ed Gardner (en) : Archie
- Bing Crosby : lui-même
- Betty Hutton : elle-même
- Paulette Goddard : elle-même
- Alan Ladd : lui-même
- Veronica Lake : elle-même
- Dorothy Lamour : elle-même
- Eddie Bracken : lui-même
- Brian Donlevy : lui-même
- Sonny Tufts : lui-même
- Arturo de Córdova : lui-même
- Barry Fitzgerald : Le père de Bing Crosby
- Cass Daley (en) : lui-même
- Diana Lynn : elle-même
- Victor Moore : Michael O'Malley
- Marjorie Reynolds : Peggy O'Malley
- Barry Sullivan : Danny Murphy
- Charles Cantor : Finnegan
- Eddie Green : Eddie
- Ann Thomas : Miss Duffy
- Robert Benchley : lui-même
- William Demarest : lui-même
- Helen Walker : elle-même
- Olga San Juan : Gloria
- Billy De Wolfe : le docteur
- Catherine Craig : une infirmière